# Зимон, Гюнтер
Гю́нтер Зи́мон (нем. Günther Simon; 11 мая 1925, Берлин — 25 июня 1972, там же) — немецкий актёр театра и кино.

## Биография
Сын банковского служащего. Первый актёрский опыт получил ещё в гимназии. В 16 лет прошёл обучение в военно-тренировочном лагере гитлерюгенда, а затем был направлен отбывать трудовую повинность Имперской службой труда. В августе 1943 года добровольцем вступил в ряды десантных войск. В Нормандии был взят в плен американцами и отправлен в лагерь военнопленных в штат Колорадо.
На родину вернулся в 1947 году, окончил студию при театре Хеббель в Берлине. В 1948—1950 годах работал в театрах Шверина, Дрездена и Лейпцига; с 1950 года — в Берлине. В 1951 году дебютировал в кино.
Всегерманскую известность Гюнтер Зимон получил после исполнения роли Эрнста Тельмана в дилогии Курта Метцига «Эрнст Тельман — сын своего класса» (1954) и «Эрнст Тельман — вождь своего класса» (1955).
Был женат. Имел троих сыновей и дочь.
Похоронен на муниципальном Доротеенштадтском кладбище в Берлине.

## Театр
- «Много шума из ничего» Шекспира — Бенедикт
- «Все мои сыновья» Артура Миллера — Кристиан
- «Фауст» Гёте — Валентин
- «Клавиго» Гёте — Бомарше
- «Гец фон Берлихинген» Гёте — Зининген
- «Натан Мудрый» Лессинга — Темпельгер
- «Матросы из Каттаро» Фридриха Вольфа — радист Стонавски
- «Бургомистр Анна» Фридриха Вольфа — Юнн
- «Тай Янг проснулся» Фридриха Вольфа — Ван
- «Егор Булычев и другие» Горького — Яков
- «Кремлёвские куранты» Погодина — Рыбаков
- «Пурга» Щеглова — Владимир

## Фильмография

### Актёр
- 1952 — Обречённое село / Das verurteilte Dorf — Хайнц Вайман (в советском прокате «Непрошенные гости»)
- 1953 — Анна Сусанна / Anna Susanna — Орье
- 1953 — / Jacke wie Hose — Эрнст
- 1954 — Эрнст Тельман — сын своего класса / Ernst Thälmann — Sohn seiner Klasse — Эрнст Тельман
- 1954 — Последний раз, когда я видел Париж / The Last Time I Saw Paris
- 1955 — Эрнст Тельман – вождь своего класса / Ernst Thälmann — Führer seiner Klasse — Эрнст Тельман
- 1956 — / Drei Mädchen im Endspiel
- 1956 — Корабль мечты / Das Traumschiff — капитан Франц Мюллер
- 1956 — / Treffpunkt Aimée — Вендт
- 1957 — Не забудьте мою Траудель / Vergeßt mir meine Traudel nicht — комиссар полиции
- 1957 — Шериф Тедди / Sheriff Teddy — Лерер Фрайтаг
- 1957 — Искатели солнца / Sonnensucher — Франц Байер
- 1958 — Моя жена музицирует / Meine Frau macht Musik — Густль Вагнер (в советском прокате «Моя жена хочет петь»)
- 1958 — Швед-лотерейщик / Der Lotterieschwede — врач
- 1958 — Песня матросов / Das Lied der Matrosen — Эрих Штайгерт
- 1958 — Эскадрилья «Летучая мышь» / Geschwader Fledermaus — Teкс Станковский
- 1958 — Чёрный батальон / Cerný prapor — Герхардт
- 1959 — Маленький Куно / Der kleine Kuno — Verkehrspolizist
- 1959 — / Senta auf Abwegen — Макс Матушек
- 1959 — Старая любовь / Eine alte Liebe — секретарь парторганизации SED
- 1959 — Безмолвная звезда / Der schweigende Stern — немецкий пилот / Роберт / Раймунд Бринкман
- 1960 — Один из нас / Einer von uns — Рихард Бертрам
- 1960 — Им сегодня за сорок / Die heute über 40 sind — Vertreter des NKFD
- 1960 — Болотная собака / Der Moorhund — оберлейтенант Зутер
- 1960 — Любовь и второй пилот / Die Liebe und der Co-Pilot — Рихард Вагнер
- 1960 — Незнакомец / Der Fremde — Райхерт
- 1960 — Врачи / Ärzte — Др. Брем
- 1961 — Сон капитана Лоя / Der Traum des Hauptmann Loy — старший лейтенант Фил А. Родни
- 1961 — Платье / Das Kleid — Фляйшер
- 1962 — Четвёртый / Der Vierte — ER (ТВ)
- 1962 — Святая Жанна / Die heilige Johanna — граф Уорик (ТВ)
- 1962 — Убийство без искупления / Mord ohne Sühne — Хайнц Липперт
- 1962 — У смерти своё лицо / Der Tod hat ein Gesicht — доктор Крамм
- 1962 — У французских каминов / An französischen Kaminen — генерал Руккер
- 1963 — Туман, или Призрак «Принцессы Индии» / Nebel — Фертайдигер
- 1963 — Тайник на Эльбе / Geheimarchiv an der Elbe — группенфюрер СС Упиц
- 1963 — Прелюдия 11 / Preludio 11 — Паломино
- 1964 — Чёрный бархат / Schwarzer Samt — Манфред Зибелька
- 1964 — Песня трубача / Das Lied vom Trompeter — Эрнст Тельман
- 1964 — Жена Лота / Lots Weib — Рихард Лот
- 1965 — Герой резерва / Der Reserveheld — полковник
- 1965 — Весне нужно время / Der Frühling braucht Zeit — Эрхард Фабер
- 1965 — Когда ты вырастешь, дорогой Адам / Wenn du groß bist, lieber Adam — министр
- 1966 — Альфонс Циттербакке / Alfons Zitterbacke — отец Циттербакке
- 1966 — / Reise ins Ehebett — капитан
- 1967 — Хлеб и розы / Brot und Rosen — Георг Ландау
- 1968 — Героин / Heroin — Комиссар Цинн
- 1969 — Крупп и Краузе / Krupp und Krause — Фред Краузе (сериал)
- 1969 — Подозревается доктор Рот / Verdacht auf einen Toten — майор Клауснитцер
- 1970 — Каждый умирает в одиночку / Jeder stirbt für sich allein — Григоляйт (мини-сериал)
- 1970 — Два письма Поспишилю / Zwei Briefe an Pospischiel — Пауль Поспешиль (ТВ)
- 1970 — / Weil ich dich liebe — Пауль Винекке
- 1971 — Мой друг / Mein Freund — Григорий Гай (ТВ)
- 1971 — Молодой человек / Junger Mann — директор (ТВ)
- 1971 — Красная капелла / KLK an PTX — Die Rote Kapelle — Йон Зиг
- 1972 — Наковальня или молот / Nakovalnya ili chuk — Пфаррер
- 1973 — Спелые вишни / Reife Kirschen — Хельмут Камп

## Награды
- 1955 — Премия имени Генриха Грайфа
- 1956 — премия 9-го Международного кинофестиваля в Карловых-Варах за лучшее исполнение мужской роли («Эрнст Тельман — сын своего класса» и «Эрнст Тельман — вождь своего класса»)
- 1954 — Национальная премия ГДР («Эрнст Тельман — сын своего класса»)
- 1969 — Национальная премия ГДР («Крупп и Краузе»)